# IC 42
IC 42 ist eine Balken-Spiralgalaxie mit ausgedehnten Sternentstehungsgebieten vom Hubble-Typ SBc im Sternbild Walfisch südlich der Ekliptik. Sie ist schätzungsweise 735 Millionen Lichtjahre von der Milchstraße entfernt und hat einen Durchmesser von etwa 150.000 Lj.

Im selben Himmelsareal befinden sich u. a. die Galaxien NGC 187, IC 36, IC 37, IC 38.
Das Objekt wurde am 25. August 1892 vom französischen Astronomen Stéphane Javelle entdeckt.